# Afrejsen
Afrejsen er en kortfilm instrueret af Louise Friedberg efter manuskript af Rikke de Fine Licht og Louise Friedberg.

## Handling
Den succesfulde journalist Annika er på vej til Rusland for at arbejde som udlandskorrespondent. Inden hun rejser, vil hun tage ordentligt afsked med sin 13-årige søn Jonathan, men det er svært, da de to tydeligvis ikke har det bedste forhold.